# Bonyhád műemlékeinek listája
Ez a lista Bonyhád műemlékeit tartalmazza. 

## A lista
| Műemlék                                                 | Cím                    | Koordináták  | Stílus              | Törzsszám | Megjegyzés | Kép              |
| ------------------------------------------------------- | ---------------------- | ------------ | ------------------- | --------- | ---------- | ---------------- |
| Evangélikus lelkészlak                                  | Dózsa György út 36.    | Koordináták? | barokk              | 4082      |            |                  |
| Evangélikus templom                                     | Dózsa György út        | Koordináták? | barokk              | 4083      |            |                  |
| Evangélikus iskola és tanítólakás                       | Dózsa György út 67.    | Koordináták? | barokk              | 4084      |            |                  |
| Ózsinagóga                                              | Mártírok tere          | Koordináták? | barokk              | 4087      |            |                  |
| Lakóházak                                               | Perczel Mór utca 2–4.  | Koordináták? | barokk, historizáló | 9023      |            | Nincs (még) kép! |
| Perczel-kúria (Arany Sas patika)                        | Perczel Mór utca 9.    | Koordináták? | historizáló         | 4088      |            |                  |
| Perczel-kúria (Bouquet-, Buki-ház)                      | Perczel Mór utca 11.   | Koordináták? | barokk              | 10201     |            | Nincs (még) kép! |
| Lakóház                                                 | Perczel Mór utca 18.   | Koordináták? | barokk              | 4089      |            | Nincs (még) kép! |
| Perczel-kúria (kollégium)                               | Perczel Mór utca 44.   | Koordináták? | barokk              | 4090      |            |                  |
| Református templom                                      | Petőfi utca 14.        | Koordináták? | barokk              | 4091      |            |                  |
| Izraelita szeretetház és maceszsütöde (kis téli imaház) | Rákóczi utca 5.        | Koordináták? | copf                | 10145     |            | Nincs (még) kép! |
| R. k. templom (Szűz Mária szeplőtelen fogantatása)      | Szabadság tér          | Koordináták? | barokk              | 4094      |            |                  |
| Szentháromság-oszlop                                    | Szabadság tér          | Koordináták? | barokk              | 4095      |            |                  |
| Rinaldi-ház (Polgármesteri hivatal)                     | Szabadság tér 1.       | Koordináták? | barokk              | 4096      |            |                  |
| Nunkovits–Honig-ház (Völgységi Múzeum)                  | Szabadság tér 2.       | Koordináták? | barokk              | 4097      |            |                  |
| R. k. plébánia                                          | Szabadság tér 11.      | Koordináták? | romantikus          | 4099      |            |                  |
| Kórház (orvosi rendelő)                                 | Szent Imre utca 6.     | Koordináták? | barokk              | 4086      |            |                  |
| Kálvária-kápolna (Hétfájdalmú Szűz)                     | Temető (Kálvária-domb) | Koordináták? | barokk              | 4085      |            | Nincs (még) kép! |
| Ermel–Vojnits-mauzóleum                                 | Temető (Kálvária-domb) | Koordináták? | historizáló         | 11012     |            |                  |
| Perczel-kúria                                           | Alsóbörzsöny, major    | Koordináták? | historizáló         | 4081      |            | Nincs (még) kép! |
| R. k. templom (Nepomuki Szent János)                    | Ladomány               | Koordináták? | barokk              | 10827     |            |                  |
| Evangélikus templom                                     | Majos                  | Koordináták? | barokk              | 4120      |            | Nincs (még) kép! |